# Нагорний Юрій Васильович

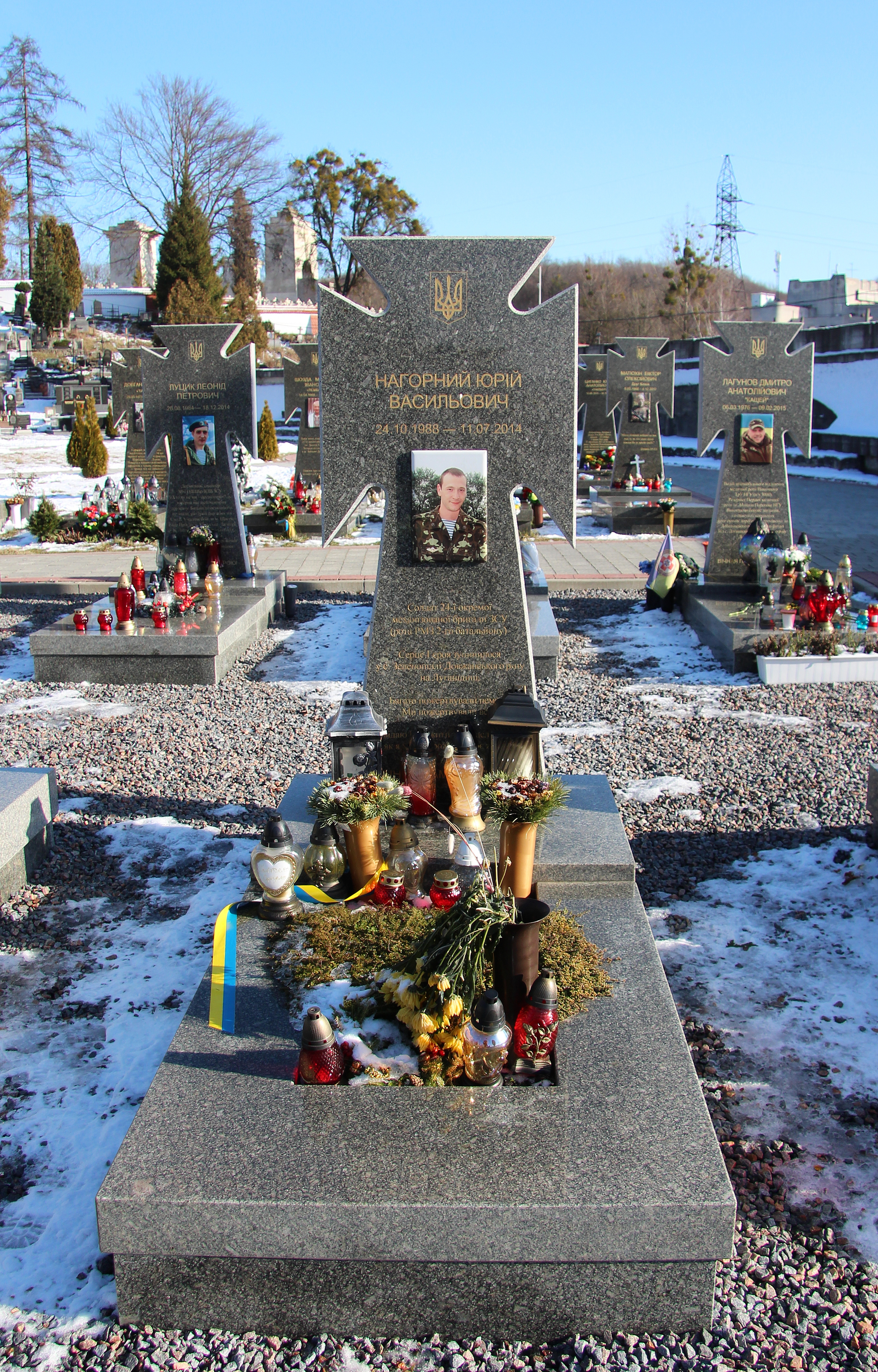

Ю́рій Васи́льович Наго́рний (24 жовтня 1988, Львів — 11 липня 2014, Зеленопілля) — солдат Збройних сил України, учасник російсько-української війни.

## Життєпис
Юрій Нагорний народився 24 жовтня 1988 року в місті Львові. У 2004 році закінчив 9 класів львівської СЗОШ № 100, 2007 році — Львівський професійний ліцей (на даний час — Львівське вище професійне училище технологій та сервісу), кухар-кондитер.
Пройшов строкову службу в лавах ЗСУ — у 80-му окремому аеромобільному полку. Після демобілізації, працював у Львові в різних сферах.
Весною 2014 року мобілізований, кухар їдальні взводу забезпечення, рота матеріального забезпечення батальйону матеріально-технічного забезпечення, 24-та окрема механізована бригада.
11 липня 2014 року в районі села Зеленопілля Луганської області близько 4:30 ранку російсько-терористичні угрупування обстріляли з РСЗВ «Град» блокпост українських військовиків, внаслідок обстрілу загинуло 19 військовослужбовців.
Без сина залишилися батьки та брат.
Похований 28 листопада 2015 року в місті Львові, на 76 полі Личаківського цвинтаря. До того часу тривала ДНК-експертиза на встановлення особи; раніше на Личаківському кладовищі був встановлений хрест в пам'ять про його загибель.
Його батько Василь Васильович ходив добровольцем з початку війни, але потрапив на фронт тільки після смерті сина — в січні 2015 року та продовжив службу в 95-й бригаді. Брат Юрія 2016 року також підписав контракт на службу в ЗСУ.

## Нагороди та вшанування
- 14 березня 2015 року — за особисту мужність і героїзм, виявлені у захисті державного суверенітету та територіальної цілісності України, вірність військовій присязі під час російсько-української війни, відзначений — нагороджений орденом «За мужність» III ступеня (посмертно)[3].
- 13 жовтня 2015 року у Львові на фасаді будівлі ЗОШ № 100 (вулиця Величковського, 58), встановлено меморіальну таблицю випускнику Юрію Нагорному.
- Рішенням Чернігівської міської ради присвоєно почесне звання «Захисник України — Герой Чернігова» (посмертно).